# مه ۳۴۸
سیارک ۳۴۸ (به انگلیسی: 348 May، نامگذاری:1892R) سیصد و چهل و هشتمین سیارک کشف شده‌است که در ۲۸ نوامبر ۱۸۹۲ و در نیس کشف شد.
قدر مطلق سیارک برابر ۹٫۴۰ است.